# Javier Amado
Javier Amado (ur. w 1996 roku w Caracas) – wenezuelski kierowca wyścigowy.

## Kariera
Amado rozpoczął karierę w jednomiejscowych samochodach wyścigowych w wieku 16 lat w 2012 roku w Formule Abarth. W europejskiej serii przejechał bolidem zespołu Diegi Motorsport 20 wyścigów, lecz nigdy nie stanął na podium. Z dorobkiem 49 punktów ukończył sezon na 10 pozycji. W sezonie wystartował jeszcze we włoskiej serii Abarth oraz w panamskiej edycji tej serii. Zajął w nich odpowiednio 13 i 14 miejsce w klasyfikacji generalnej
Na sezon 2013 Wenezuelczyk podpisał kontrakt z włoską ekipą Euronova Racing na starty w Europejskim Pucharze Formuły Renault 2.0 oraz Alpejskiej Formule Renault 2.0, gdzie wystartował gościnnie podczas drugiej rundy. W żadnej z tych serii nie był jednak klasyfikowany.

## Statystyki
| Sezon | Seria                                 | Zespół                                | Wyścigi | Zwycięstwa | PP | NO | Podium | Punkty | Pozycja |
| ----- | ------------------------------------- | ------------------------------------- | ------- | ---------- | -- | -- | ------ | ------ | ------- |
| 2012  | Europejska Formuła Abarth             | Diegi Motorsport                      | 20      | 0          | 0  | 0  | 0      | 49     | 10      |
| 2012  | Włoska Formuła Abarth                 | Diegi Motorsport                      |         |            |    |    |        | 17     | 13      |
| 2012  | Panam GP Series – Fórmula Abarth      | International Motorsport de Venezuela | 9       | 0          | 0  | 0  | 0      | 19     | 14      |
| 2013  | Europejski Puchar Formuły Renault 2.0 | Euronova Racing                       | 2       | 0          | 0  | 0  | 0      | 0      | NS†     |
| 2013  | Alpejska Formuła Renault 2.0          | Euronova Racing                       | 10      | 0          | 0  | 0  | 0      | 0      | NS      |

† – Amado nie był zaliczany do klasyfikacji